# Gamasomorpha clarki
Gamasomorpha clarki là một loài nhện trong họ Oonopidae.
Loài này thuộc chi Gamasomorpha. Gamasomorpha clarki được miêu tả năm 1950 bởi Hickman.